# Damasippos (Mythologie)
Damasippos (altgriechisch Δαμάσιππος Damásippos) ist eine Person der griechischen Mythologie.
Er ist in der Bibliotheke des Apollodor ein Sohn des Ikarios und der Periboia, der Bruder der Penelope sowie des Thoas, Imeusimos, Aletes und des Perilaos.